# ورامین
وَرامین مرکز شهرستان ورامین در جنوب شرقی استان تهران است. جمعیت این شهر برپایه آمار سال ۱۳۹۵ برابر با ۲۲۵٬۶۲۸ بوده است. بیشتر مردم این شهر به زبان فارسی صحبت می‌کنند، امّا گروه‌های قومیتی مختلفی در طول قرن‌ها به این شهر کوچیده‌اند.
ورامین از آغاز سده‌های نخستین اسلامی به عنوان یکی از نقاط مرکزی شیعیان گفته شد ولی اوج شکوفایی آن تا پیش از دوران معاصر، در دورهٔ ایلخانان مغول بود و بناهای تاریخی شاخص این شهر مانند مسجد جامع و برج علاالدوله به این دوره تعلّق دارند. ورامین از آغاز حکومت قاجاریان و پایتخت شدن تهران رونق بیشتری یافت و در دوران پهلوی با ساخته‌شدن کارخانه‌ها، مانند کارخانه قند بر اهمیت آن افزوده شد.

## موقعیت جغرافیایی
شهر ورامین، مرکز شهرستان ورامین، در دشت ورامین در جنوب شرق تهران از لحاظ موقعیت جغرافیایی در طول ۵۱ درجه و ۳۰ دقیقه تا ۵۱ درجه و ۴۰ دقیقه شرقی و عرض ۳۵ درجه و ۲۸ دقیقه تا ۳۵ درجه و ۴۵ دقیقه شمالی واقع شده است.

## اقلیم
شهر ورامین با قرارگیری در ۹۱۸ متر ارتفاع از سطح دریاهای آزاد و مجاورت با کویر مرکزی ایران آب‌وهوای خشک و نیمه‌بیابانی دارد. هوا در تابستان خشک و به ۴۵ درجه سانتیگراد می‌رسد و در زمستان به منفی ۱۰ درجه سانتیگراد بارش برف سالانه تقریباً دو بار است.
| داده‌های اقلیم ورامین، ارتفاع: ۹۱۸ متر، ۲۰۰۹–۲۰۲۲ | داده‌های اقلیم ورامین، ارتفاع: ۹۱۸ متر، ۲۰۰۹–۲۰۲۲ | داده‌های اقلیم ورامین، ارتفاع: ۹۱۸ متر، ۲۰۰۹–۲۰۲۲ | داده‌های اقلیم ورامین، ارتفاع: ۹۱۸ متر، ۲۰۰۹–۲۰۲۲ | داده‌های اقلیم ورامین، ارتفاع: ۹۱۸ متر، ۲۰۰۹–۲۰۲۲ | داده‌های اقلیم ورامین، ارتفاع: ۹۱۸ متر، ۲۰۰۹–۲۰۲۲ | داده‌های اقلیم ورامین، ارتفاع: ۹۱۸ متر، ۲۰۰۹–۲۰۲۲ | داده‌های اقلیم ورامین، ارتفاع: ۹۱۸ متر، ۲۰۰۹–۲۰۲۲ | داده‌های اقلیم ورامین، ارتفاع: ۹۱۸ متر، ۲۰۰۹–۲۰۲۲ | داده‌های اقلیم ورامین، ارتفاع: ۹۱۸ متر، ۲۰۰۹–۲۰۲۲ | داده‌های اقلیم ورامین، ارتفاع: ۹۱۸ متر، ۲۰۰۹–۲۰۲۲ | داده‌های اقلیم ورامین، ارتفاع: ۹۱۸ متر، ۲۰۰۹–۲۰۲۲ | داده‌های اقلیم ورامین، ارتفاع: ۹۱۸ متر، ۲۰۰۹–۲۰۲۲ | داده‌های اقلیم ورامین، ارتفاع: ۹۱۸ متر، ۲۰۰۹–۲۰۲۲ |
| ماه                                              | ژانویه                                           | فوریه                                            | مارس                                             | آوریل                                            | مه                                               | ژوئن                                             | ژوئیه                                            | اوت                                              | سپتامبر                                          | اکتبر                                            | نوامبر                                           | دسامبر                                           | سال                                              |
| ------------------------------------------------ | ------------------------------------------------ | ------------------------------------------------ | ------------------------------------------------ | ------------------------------------------------ | ------------------------------------------------ | ------------------------------------------------ | ------------------------------------------------ | ------------------------------------------------ | ------------------------------------------------ | ------------------------------------------------ | ------------------------------------------------ | ------------------------------------------------ | ------------------------------------------------ |
| میانگین بیش‌ترین °C (°F)                          | ۱۱ (۵۲)                                          | ۱۳ (۵۵)                                          | ۱۹ (۶۶)                                          | ۲۵ (۷۷)                                          | ۳۱ (۸۸)                                          | ۳۷ (۹۹)                                          | ۴۰ (۱۰۴)                                         | ۳۸ (۱۰۰)                                         | ۳۵ (۹۵)                                          | ۲۶ (۷۹)                                          | ۱۷ (۶۳)                                          | ۱۳ (۵۵)                                          | ۲۵٫۴ (۷۷٫۸)                                      |
| میانگین کم‌ترین °C (°F)                           | ۳ (۳۷)                                           | ۵ (۴۱)                                           | ۱۰ (۵۰)                                          | ۱۵ (۵۹)                                          | ۲۰ (۶۸)                                          | ۲۶ (۷۹)                                          | ۲۸ (۸۲)                                          | ۲۷ (۸۱)                                          | ۲۳ (۷۳)                                          | ۱۶ (۶۱)                                          | ۹ (۴۸)                                           | ۵ (۴۱)                                           | ۱۵٫۶ (۶۰)                                        |
| بارندگی میلی‌متر (اینچ)                           | ۲۲٬۷۱                                            | ۳۰٫۴۰ (۱٫۲)                                      | ۳۴٫۴۹ (۱٫۳۶)                                     | ۳۸٫۸۰ (۱٫۵۳)                                     | ۳۵٫۵۳ (۱٫۴)                                      | ۹٫۴۰ (۰٫۳۷)                                      | ۵٫۶۱ (۰٫۲۲)                                      | ۲٫۶۰ (۰٫۱)                                       | ۳٫۱۱ (۰٫۱۲)                                      | ۲۱٫۴۴ (۰٫۸۴)                                     | ۳۳٫۹۴ (۱٫۳۴)                                     | ۱۷٫۴۱ (۰٫۶۹)                                     | —                                                |
| میانگین روزهای بارانی                            | ۱                                                | ۲                                                | ۲                                                | ۲                                                | ۱                                                | ۰                                                | ۰                                                | ۰                                                | ۰                                                | ۱                                                | ۲                                                | ۱                                                | ۱۲                                               |
| درصد رطوبت                                       | ۴۲                                               | ۴۲                                               | ۳۳                                               | ۲۹                                               | ۲۳                                               | ۱۵                                               | ۱۵                                               | ۱۷                                               | ۱۸                                               | ۲۷                                               | ۴۱                                               | ۴۵                                               | ۲۸٫۹                                             |
| منبع: World Weather Online                       |                                                  |                                                  |                                                  |                                                  |                                                  |                                                  |                                                  |                                                  |                                                  |                                                  |                                                  |                                                  |                                                  |

## وجه تسمیه
نام امروزی ورامین از سدهٔ سوم هجری به این سو به همین تلفّظ و نوشتار ثبت شده است. وجه تسمیه ورامین دقیقاً مشخّص نیست و عموم گفته‌ها بر پایهٔ حدس و گمان است. در برهان قاطع آمده است: «وَرام … چیزهای سهل و کم‌وزن را گویند و نام شهری است از ملک ری که به ورامین شهرت دارد.» فرهنگ نفیسی نیز «ورام» را کمی و نقصان در وزن و هر چیز سهل می‌داند و آن را شهری از توابع ری و بلوکی که در آن واقع است می‌نامد. در فرهنگ دهخدا نیز ورام را برابر با ورامین ذکر کرده است. جلال‌الدین کزازی واژهٔ «ورام» را خوانشی از واژهٔ «وهرام»، صورت پهلوی نام بهرام، می‌داند؛ در نتیجه «ورام+ین» به معنای «شهر بهرام» را به عنوان وجه تسمیه ممکن می‌داند.

## مردم

### جمعیت
جمعیت ورامین در سال‌های مختلف به شرح زیر بوده است:
| سال   | ۱۹۸۶  | ۱۹۹۱  | ۱۹۹۶   | ۲۰۰۶   | ۲۰۱۲   |
| جمعیت | ۵۸۳۱۱ | ۷۷۶۲۴ | ۱۰۷۲۳۳ | ۲۹۸۱۵۷ | ۲۸۴۷۲۴ |

### زبان
برای اطلاعات بیشتر مقالهٔ دشت ورامین را ببینید. 
مردم بومی شهر ورامین به زبان پارسی سخن می‌گویند و بارزترین نکته در لهجهٔ آن‌ها به‌کارگیری پسوند -ک برای فعل سوم شخص مفرد در حالت ماضی نقلی است. در طول تاریخ گروه‌های قومیتی مختلفی از جمله لر، ترک، کرد و عرب نیز به این منطقه کوچیده‌اند.

### دین
در منطقهٔ ورامین تعداد زیادی قلعه به نام گبری وجود دارد که نشانگر زرتشتی بودن مردم این منطقه در پیش از اسلام است. پس از اسلام ورامین از مناطق پرقدرت شیعیان بوده است. به ویژه از سدهٔ پنجم هجری به این سو به علّت سکونت برخی سادات و نزدیکی به سایر مناطق شیعی، تشیّع در این شهر رواج یافت. حمدالله مستوفی در سدهٔ هشتم یعنی پیش از صفویه در گزارشی از ورامین گفته است که مردم منطقه شیعه دوازده امامی هستند. گروهی از مردم که بیشتر ساکن روستای خورین هستند علی اللهی هستند.

## تاریخچه

### پیش از تاریخ
صادق ملک شهمیرزادی در کتاب «ایران در پیش از تاریخ»، قدیمی‌ترین آثار حیات انسان در ورامین را مربوط به حدود ۶۰٬۰۰۰ تا ۴۵٬۰۰۰ سال قبل و متعلق به دوران «پارینه سنگی جدید» می‌داند.

### پیش از اسلام

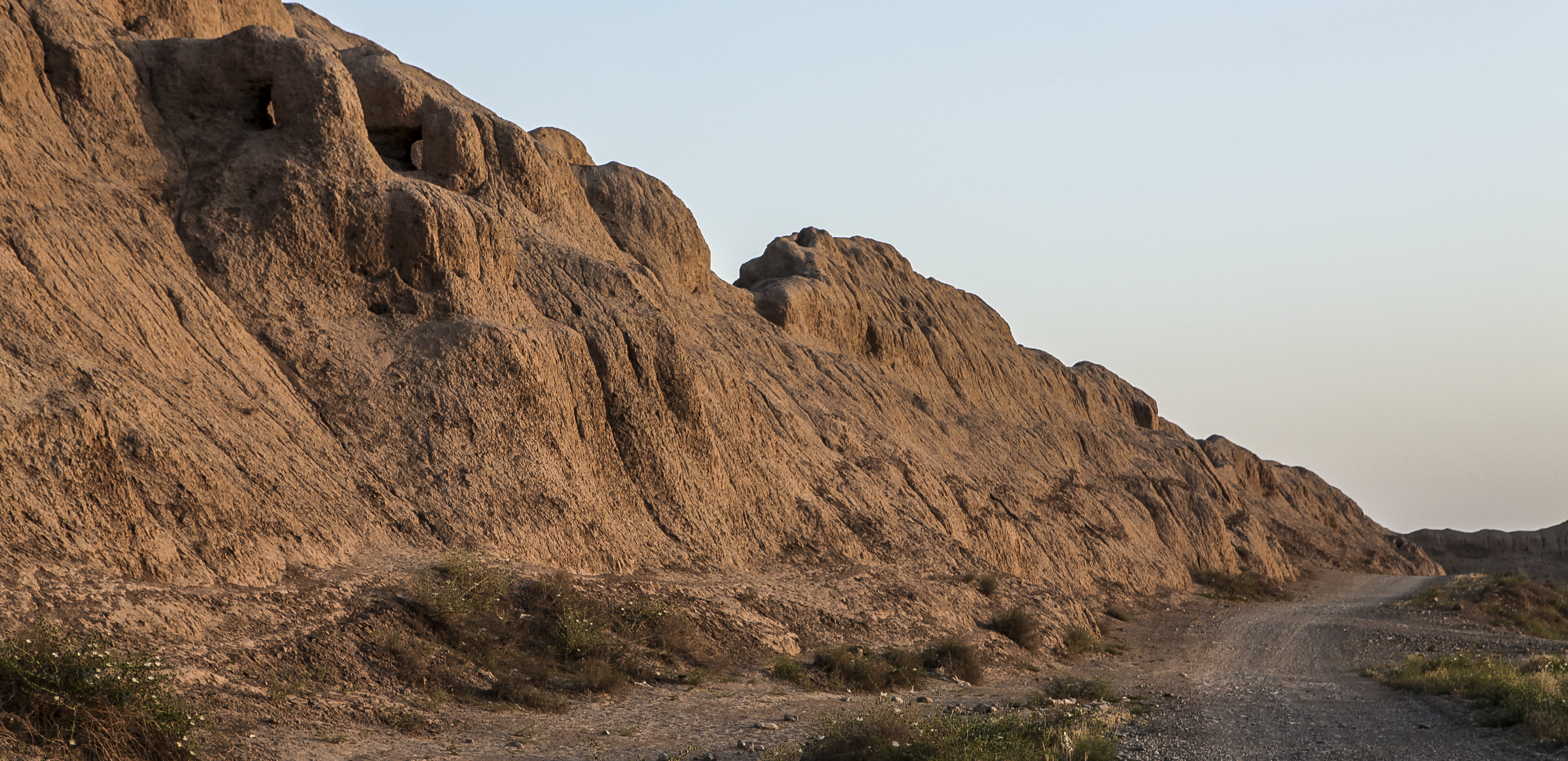
قسمتی از دیوار قلعه ایرج

دربارهٔ ورامین در پیش از اسلام اطلاعات چندی در دست نیست، اما به علّت وجود تعداد زیادی قلعه در اطراف شهر احتمالاً آباد بوده است. اعتمادالسلطنه در کتاب مرآت البلدان و جرج کرزن در سفرنامه اش ورامین و قلعهٔ چهارگوش ایرج در نزدیکی آن را با وارنا که در اوستا آمده است، برابر دانسته‌اند؛ هرچند منابع دیگر، وارنا را گیلان، طبرستان یا پتشخوارگر معرّفی کرده‌اند.

### پس از اسلام
در سال ۲۲ هجری، عمر، یکی از مأموران خود به نام نعیم بن مقرن را به ری می‌فرستد؛ در حالی که در آن زمان در ری سیاوخش خود را برای مبارزه با سپاه عرب آماده می‌کرد. در بین سپاهیان سیاوخش شخصی به نام رامی که با وی دشمنی داشته با مأمور عمر در روستای کوچک قوهه که در شمال غربی شهر ورامین واقع است ملاقات می‌کند و مأمور عمر هم سپاهی را در اختیار وی می‌گذارد و مسلمانان ورامین را فتح کردند.

### دورهٔ سلجوقی
در اواخر دورهٔ سلجوقی، ورامین از شهرهای ثروتمند و پر نفوذ شیعی بود به طوری که از سه وزیر آخر دورهٔ سلجوقی دوتن از اهالی ورامین (عزیزالدین رضی و فخرالدین بن رضی‌الدین ورامینی، که از خاندان ابوسعد ورامینی بودند) و یک تن دیگر هم ساکن ورامین (معین‌الدین کاشی) بودند.
در این دوره ورامین رو به‌آبادی رفت و خاندان رضی‌الدین چندین مدرسه و مسجد در شهر ساختند و همین‌طور خیرات فراوانی برای مکه و مدینه انجام دادند. قوامی رازی دربارهٔ این ساخت و سازها این گونه سروده است:
| اختیار کعبه کرده سخت نیک    |  | بختیاری کاختیار این کرده‌ای |
| چون توانی شد به کعبه کز سخا |  | کعبه عالم ورامین کرده‌ای    |

### حملهٔ مغول و پس از آن
یاقوت حموی در معجم‌البلدان، ورامین را از نواحی ری و در نزدیکی زامین معرّفی می‌کند. پیش از یورش مغولان به ایران، ورامین به عنوان کانون کشاورزی مطرح بود و پس از نابودی ری، به عقیدهٔ گای لسترنج، مهاجرت مردم آنجا به ورامین باعث رشد شهر شده است. در سدهٔ هشتم و دورهٔ ایلخانان، ورامین اهمیت زیادی پیدا کرد. آثار تاریخی مهم این شهر، مانند مسجد جامع، امامزاده یحیی و برج آرامگاه علاءالدین نیز مربوط به همین دوره‌اند. حمدالله مستوفی قزوینی در کتاب نزهة القلوب دربارهٔ ورامین و پیشرفت‌های آن در این دوره می‌نویسد:
ورامین در ماقبل دِیْهی بوده است و اکنون قَصَبه شده و دارالملک آن تومان گشته. طولش از جزایر خالدات عزکه و عرض از خط استوا لهکط، در آب‌وهوا خوش‌تر از ری است و در محصول پنبه و غله و میوه‌ها و مانند آن، اهل آنجا شیعه اثنی‌عشریند و تکبّر بر طبعشان غالب بود.
به نظر می‌رسد، در آغاز دورهٔ تیموری به علّت حملات تیمور، از رونق ورامین کاسته می‌شود. به طوری که کلاویخو شهر را «تقریباً خالی از سکنه» توصیف می‌کند. با این حال در این دوره، مرمّت‌هایی جزئی در مسجد جامع انجام می‌شود و بنای آرامگاه حسین رضا در شمال شهر ساخته می‌شود. پس از این دوره و از اوایل سدهٔ ۱۶ میلادی، کم‌کم تهران به شهر مرکزی منطقه تبدیل می‌شود.

### دورهٔ صفویه، زندیه و قاجاریه
در دورهٔ صفویه، اگرچه ورامین به بزرگی سابق نبود، امّا آباد بوده است، در کتاب هفت اقلیم آمده است:
 ورامین زمان پیشین حاکم‌نشین بوده و قلعه در غایت حصانت داشته الحال بعد از تهران محلی در ری از آن شگرف‌تر نیست، و از میوه‌جات انگورش بر تمام ری رجحان دارد و مضافات نیک چنانچه یکی از آن مواضع خاوه است که حاصلش قریب سه‌هزار تومان است و بیشتر ارتفاعات یک من صد من می‌شود.
در زمان شاه عباس یکم، عدّه‌ای از عشایر اصانلو و لر (احتمالاً هداوند) به خوار و ورامین کوچانده شده‌اند. همچنین چندین بنای امامزاده در روستاهای مختلف اطراف ورامین در دورهٔ صفویان ساخته شده است. در زمان حملهٔ افغان‌ها ورامین جزو شهرهای تصرّف شده بوده است.
مورخان می‌نویسند زمانی که کریم‌خان زند در حال احتضار بود آغامحمدخان قاجار که در خدمت وی به سر می‌برد به بهانهٔ شکار از شیراز به سرعت خارج شد و پس از گذشتن از اصفهان و قم به ورامین رسید و در اینجا ایلات پراکنده قاجار را جمع‌آوری کرد و تحت فرماندهی خود به استرآباد برد.

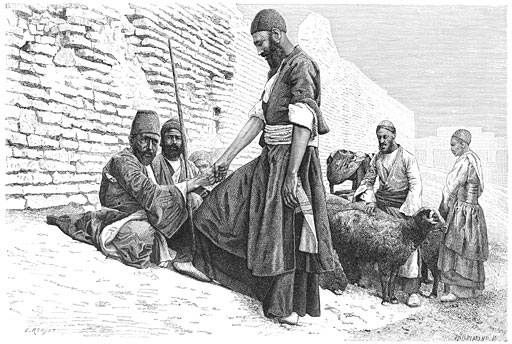
بازار ورامین، ژان دیولافوا، ۱۸۸۱ میلادی

در دوران سلطنت ناصرالدین شاه ژان دیولافوا از ورامین دیدن کرد و شرحی راجع به آن نوشته است. در بخشی از آن می‌گوید.
 پس از چهار ساعت راه‌پیمایی و پایمال کردن محصول مزارع و شنیدن ناملایمات از زارعین، بام مخروطی شکل و گنبد مینائی مسجدی که در میان مزارع سر برآورده بود از دور پدیدار گردید، اینجا دهکده ورامین است کمی بعد به آنجا رسیده و در میان باغ‌ها که دیوارهای گلی داشتند داخل شده در این باغ‌ها درختان میوه از قبیل گیلاس و زردآلو و گوجه و هلو، جنگل انبوهی تشکیل می‌دادند، پسران کوچکی بر بالای درختان توت کهنسال رفته و توت‌های سفید و سیاه را که به درشتی تخم کبوتر بود با دست چیده و می‌خوردند دهکده ورامین در دشت پر حاصلی واقع شده اما کاروانسرایی ندارد که بتوان در آن منزل کرد. خوشبختانه نظر به توصیه دکتر تولوزان توانستیم در خانه کدخدا فرود آییم…
هانری رنه دالمانی جهانگرد فرانسوی که در زمان محمدعلی شاه به ایران آمده بود در کتاب خود در خصوص ورامین می‌نویسد:
 کمی بعد وارد دشت ورامین شدیم در هر قدم نهر آبی بود که از کوهستان سرازیر می‌شد به مزارع سبز و خرمی برخوردیم. زارعین در مزارع مشغول کار بودند ما به تماشای یک قرقی مشغول شدیم که در هوا پرواز می‌کرد و ناگهان به زمین فرود آمد و مرغی را شکار کرد. دشت مانند تابلوی دورنمایی است که گویی به دست نقاشان ژاپنی با نقش‌های ته طلایی مطلوبی در زمینه سیاه ساخته شده است، از دور دهکده‌ای دیده می‌شود که در دامنه کوه واقع است و از تابش اشعه خورشید منظره خاصی دارد…

### پهلوی
در زمان سلطنت رضاشاه ورامین مجدداً یکی از مراکز مهم کشاورزی ایران شد، تأسیس کارخانه‌ها بر اهمیت آن افزود.

#### قیام پانزده خرداد ورامین

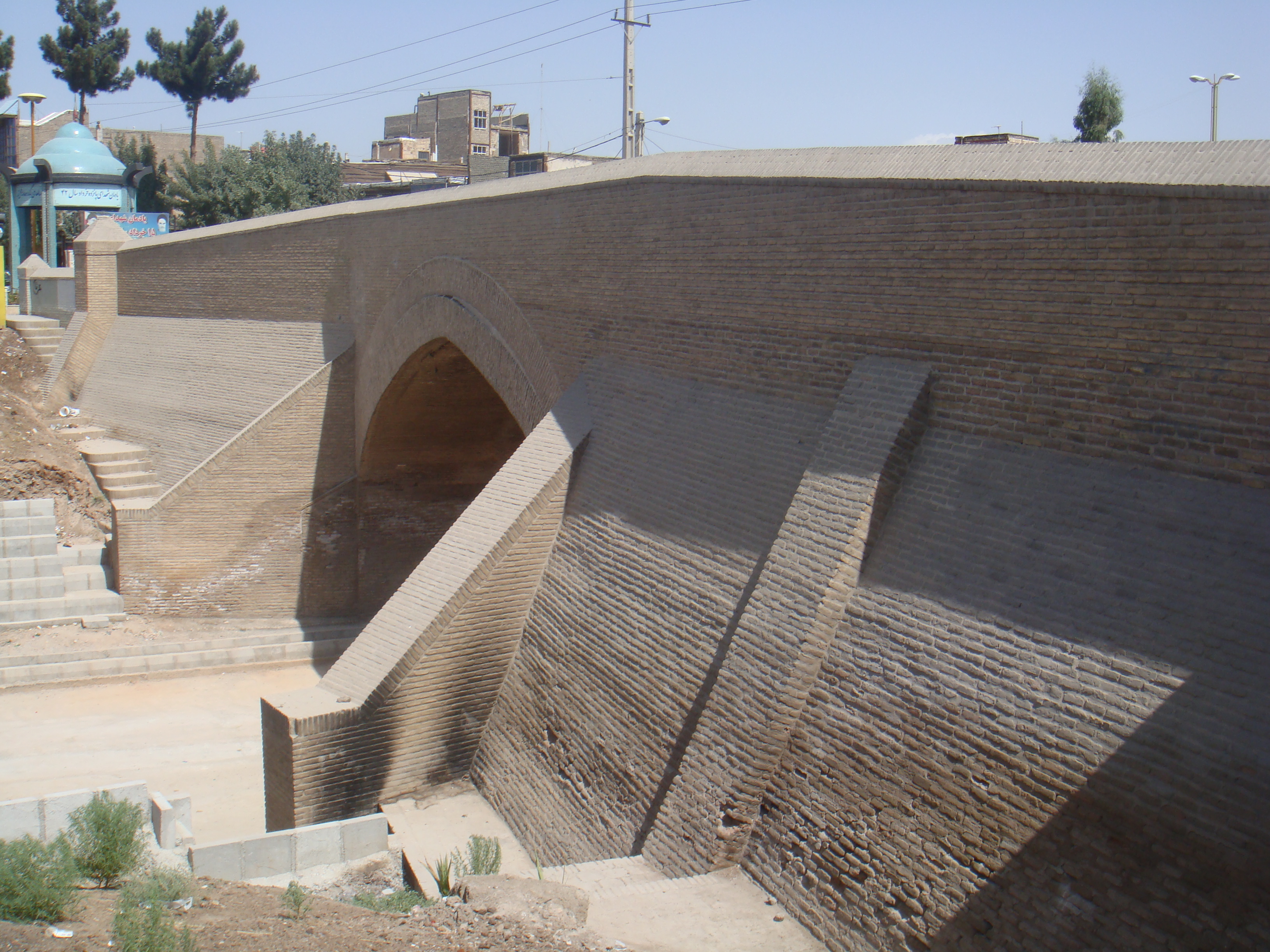
پل باقرآباد

در قیام ۱۵ خرداد ۱۳۴۲ عده‌ای از مردم پیشوا به سمت تهران حرکت کردند که در مسیر دروگران فصلی و مردم روستاهای مسیر و ورامین به تظاهر کنندگان پیوستند. این حرکت به گفتهٔ شاهدان عینی از روستای محمدآباد عرب‌ها و به ادّعای امام جمعه پیشوا از صحن امامزاده جعفر بن موسی کاظم و همزمان با آیین سنتی بنی اسد مردم پیشوا آغاز شد و در ساعت پنج بعد از ظهر بر روی پل باقرآباد با تیراندازی نیروهای نظامی و امنیتی به دستور شخصی به نام سرهنگ بهزادی خاتمه یافت. نام هفت نفر به عنوان کشته ثبت شده که دو تن از آن‌ها به نام هوشنگ (امیر) معصوم شاهی و حسن خانی از اهالی شهر ورامین بودند و دو تن به نام‌های جعفر عرب مقصودی و سید مرتضی طباطبایی اهل روستای محمدآباد عرب‌ها بودند. سه تن دیگر از اهالی پیشوا بودند. این کشته‌ها در گورستان مسگرآباد در شرق تهران دفن شده‌اند. پانزده تن هم دستگیر شده‌اند که شش تن از آن‌ها ساکن ورامین و بقیه از اهالی پیشوا بوده‌اند. تعداد مجروح‌شدگان نا معلوم است.

## آثار تاریخی

### دورهٔ ایلخانان
در دورهٔ ایلخانان مغول، با رشد اقتصادی منطقه، ورامین به نقطه‌ای شهری بدل شد و عمدهٔ بناهای تاریخی شاخص این شهر مربوط به همین دوره هستند. از آن جمله:

#### مسجد جامع ورامین
این مسجد مربوط به دورهٔ ایلخانی است و ساخت آن در دورهٔ سلطان محمد خدابنده آغاز و در دورهٔ پسرش به پایان رسیده است. این مسجد از جمله مساجد چهار ایوانی ایران است که هنر آجرکاری، کاشیکاری، گچ‌بری و سوزن کاری محراب این بنا از زیباترین نمونه‌های هنر معماری بعد از اسلام در ایران است. این اثر تاریخی در سال ۱۳۱۰ در فهرست آثار ملی ایران به ثبت رسیده است.

#### برج علاءالدوله
این برج متعلق به سید فخرالدین حسن علاءالدوله و دین بوده که در سال ۶۸۸ ه‍.ق ساخته شده و در سال ۱۳۱۰ ه‍.ش در فهرست آثار ملی ایران به ثبت رسیده است. این برج از یک قسمت استوانه‌ای شکل ساخته شده و قسمت مخروط شکلی که بر روی قسمت استوانه‌ای است. ارتفاع قسمت استوانه‌ای ۱۲ متر و ارتفاع قسمت مخروطی ۵ متر است که روی هم رفته ۱۷ متر می‌شود. در این برج آرامگاهی از هنر آجر کاری و کاشی کاری هم‌زمان استفاده شده است. حسن علاءالدوله و دین هم معلم و هم یکی از حکام محلی بوده است که فرزندش این آرامگاه را پس از مرگ او برایش ساخت.

#### امامزاده یحیی
بقعهٔ امام‌زاده یحیی در جنوب شرقی ورامین در محلهٔ کهنه گل قرار گرفته است. تاریخ بنای بقعه، سال ۷۰۷ هجری قمری است. مقبره گنبد بزرگ آجری دارد و در بدنه‌اش هشت دریچهٔ مشبک ساخته شده است. صحن بنا به شکل برج، چهار کنج طاق‌نما دارد. در قسمت پایین دیوارهٔ صحن، گچ‌بری‌هایی وجود دارد و در پایین آن‌ها نیز کاشی‌های بزرگ و زیبایی با جلای فلزی به کار رفته است.

#### دیگر آثار ایلخانی
علاوه بر آثار فوق مقبرهٔ شاه حسین نیز مربوط به دورهٔ ایلخانی است. سیّاحان از بنای دیگری به نام مسجد شریف (اتمام ۱۳۰۷ میلادی) نام برده‌اند که امروزه موجود نیست. گورستانی تاریخی مربوط به همین دوره در سال ۱۳۹۵ کشف شد.

### سایر بناهای تاریخی
علاوه بر ابنیهٔ فوق مقابر امامزادگان،  حسین رضا، سکینه‌بانو، کوکب‌الدین، سید فتح‌الله، زید ابوالحسن از دیگر بناهای تاریخی هستند. افزون بر آن مورّخان، مدرسهٔ تاریخی رضویه در نزدیکی مسجد جامع صحبت کرده‌اند. قلعهٔ ورامین در ۱۵۰۰ قدمی مسجد جامع نیز مورد توجّه سیاحان بوده است، که امروزه موجود نیست.

## ترابری

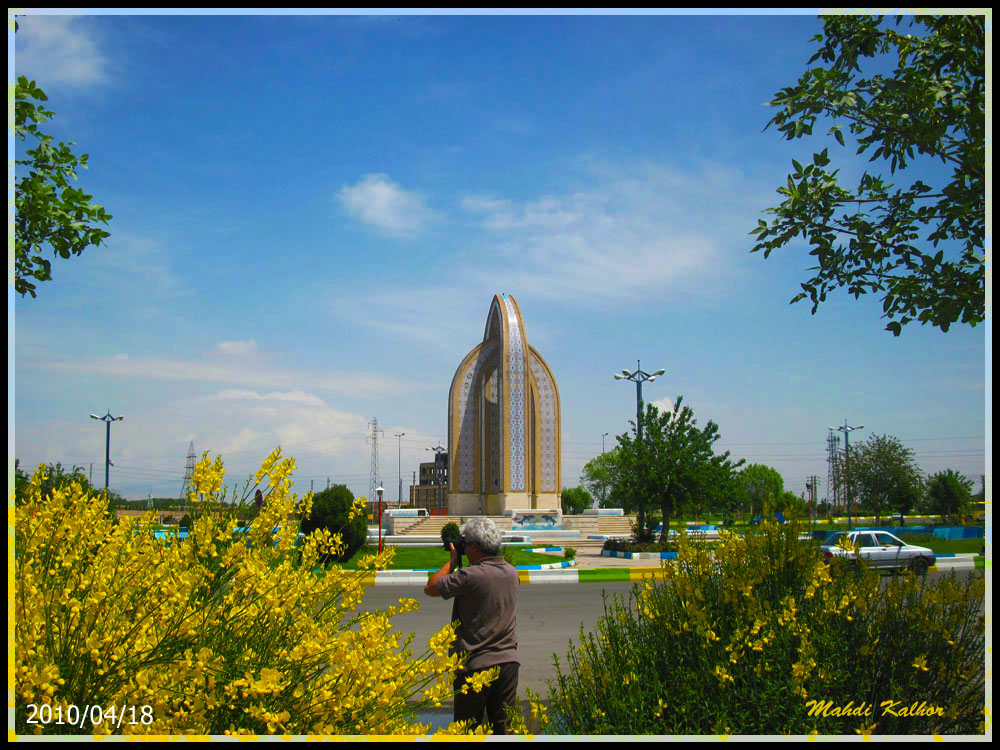
میدان ولیعصر (ورودی) ورامین

شهر ورامین از سوی تهران تنها یک راه ورودی دارد که انواع ماشین‌های سبک و سنگین در آن تردّد دارند. یک کمربندی نیز از میدان ولیعصر به عرض ۴۵ متر و طول ۱۱ کیلومتر تا میدان بسیج ورامین ادامه دارد.
مسیر دوم برای رفت‌وآمد بین تهران و ورامین که طولانی‌تر است، مسیر تهران-شریف‌آباد-پیشوا-ورامین است.
ورامین از طریق جاده چرمشهر به آزادراه قم-گرمسار که بخشی از «آزادراه حرم تا حرم» است، متصل می‌شود. همچنین با بهره‌برداری از آزادراه آبیک-چرمشهر، (آزادراه غدیر) ورامین از همین مسیر به استان قزوین و استان مرکزی نیز متّصل شد.

### راه‌آهن و مترو
ایستگاه راه‌آهن ورامین در مسیر راه‌آهن تهران-مشهد قرار دارد. اجرای خط متروی ورامین و پیشوا و اتصال آن به متروی تهران در سال ۱۳۸۸ بر عهدهٔ سازمان متروی تهران گذاشته شد. در سال ۱۳۹۴، این پروژه به راه‌آهن جمهوری اسلامی سپرده شد. در سال ۱۴۰۰، علی امام، مجری متروی تهران، از واگذاری دوباره این پروژه به شرکت مترو خبر داد. عابد ملکی، معاون استاندار تهران، در صورت تأمین بودجه، اتمام این پروژه تا ۱۴۰۱ را وعده داد. در حال حاضر ورامین به مترو تهران متصل نیست.

## صنعت

### کارخانهٔ قند

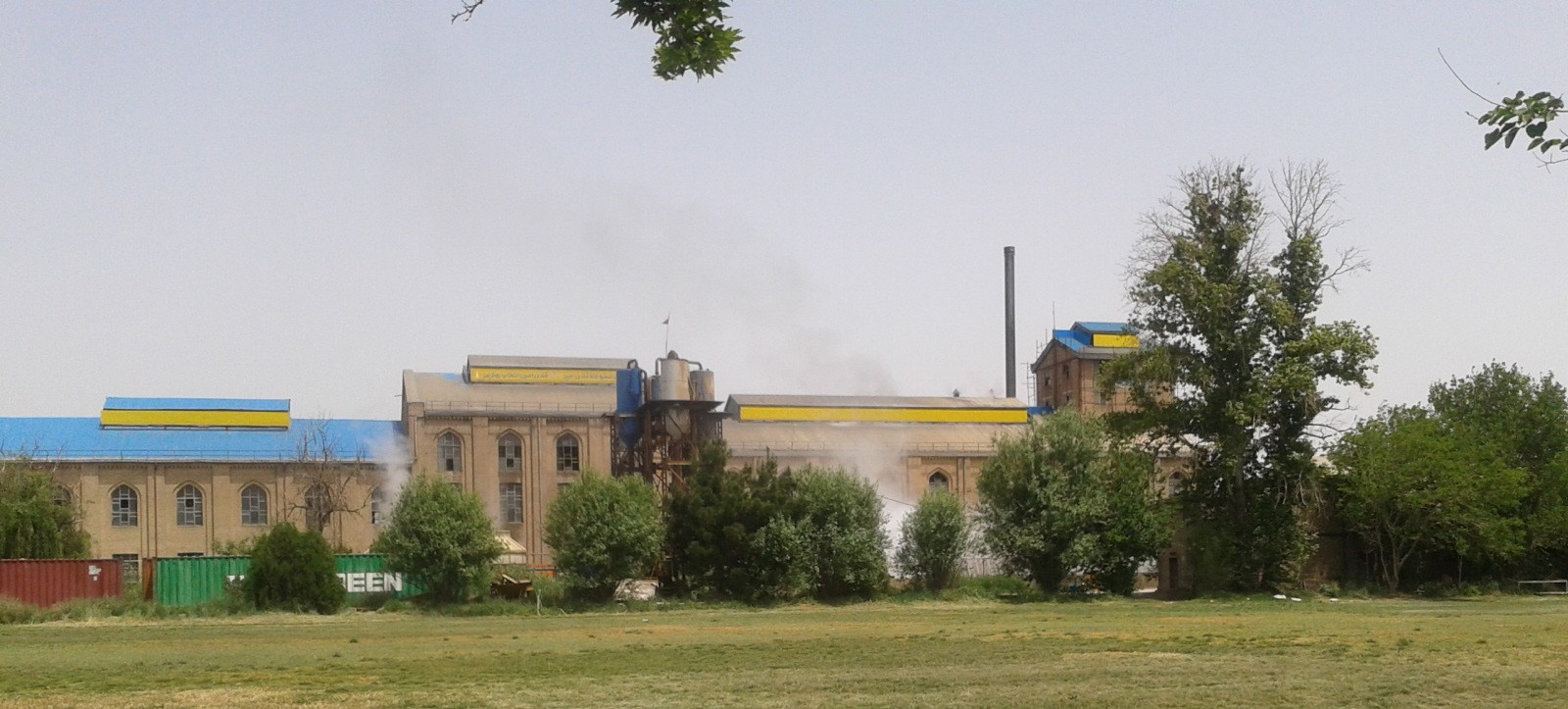
کار خانه قند ورامین

این کارخانه نخستین کارخانه قند در ایران و خاورمیانه است. نیکلای مارکف طراح ساختمان آن در سال ۱۳۱۳ بوده است در سال‌های اخیر تولید آن بسیار پایین آمده و حتی به تعطیلی نزدیک شده است. این بنا در میان آثار ملی به شماره ۶۱۴۶ به ثبت رسیده است.

### روغن‌کشی
این کار خانه در سال ۱۳۱۷ احداث شد و نخستین تولیدکننده روغن نباتی جامد در کشور است.

### کشاورزی

زمین‌های زراعی اطراف ورامین، والتر میتل‌هولتسر، حوالی سال ۱۳۰۴

کشاورزی در اطراف شهر ورامین و در سطح شهر ورامین بسیار رایج است به طوری که یکی از قطب‌های کشاورزی تهران است. مهم‌ترین محصول کشاورزی منطقه طالبی است. بعد از آن گوجه فرنگی، بادمجان، گندم، جو، انگور، انار و پسته سطح کشت بالایی دارند.

## آموزش
دانشگاه آزاد اسلامی واحد ورامین – پیشوا در هفتم مرداد سال ۱۳۶۴ افتتاح شد. در حال حاضر این واحد ۵ دانشکده کشاورزی، مامایی و پرستاری، ادبیات و علوم انسانی، علوم پایه و علوم زیستی دارد که در این ۵ دانشکده بیش از ۸۶ رشته درسی در مقطع کاردانی، کارشناسی و کارشناسی ارشد تدریس می‌شود. این دانشگاه ظرفیت نزدیک به ۱۵۰۰۰ دانشجو را دارد.

## فرهنگ و هنر
ورامین در طول تاریخ در زمینه هنرهای تزئینی، کاشی‌کاری، گچ‌بری، آجرکاری، خوشنویسی، معماری، شعر، عرفان، فلسفه، فقه، کلام و سیاست، دانشمندان سرشناسی زاده شده و پرورش یافته‌اند.

### قالی‌بافی

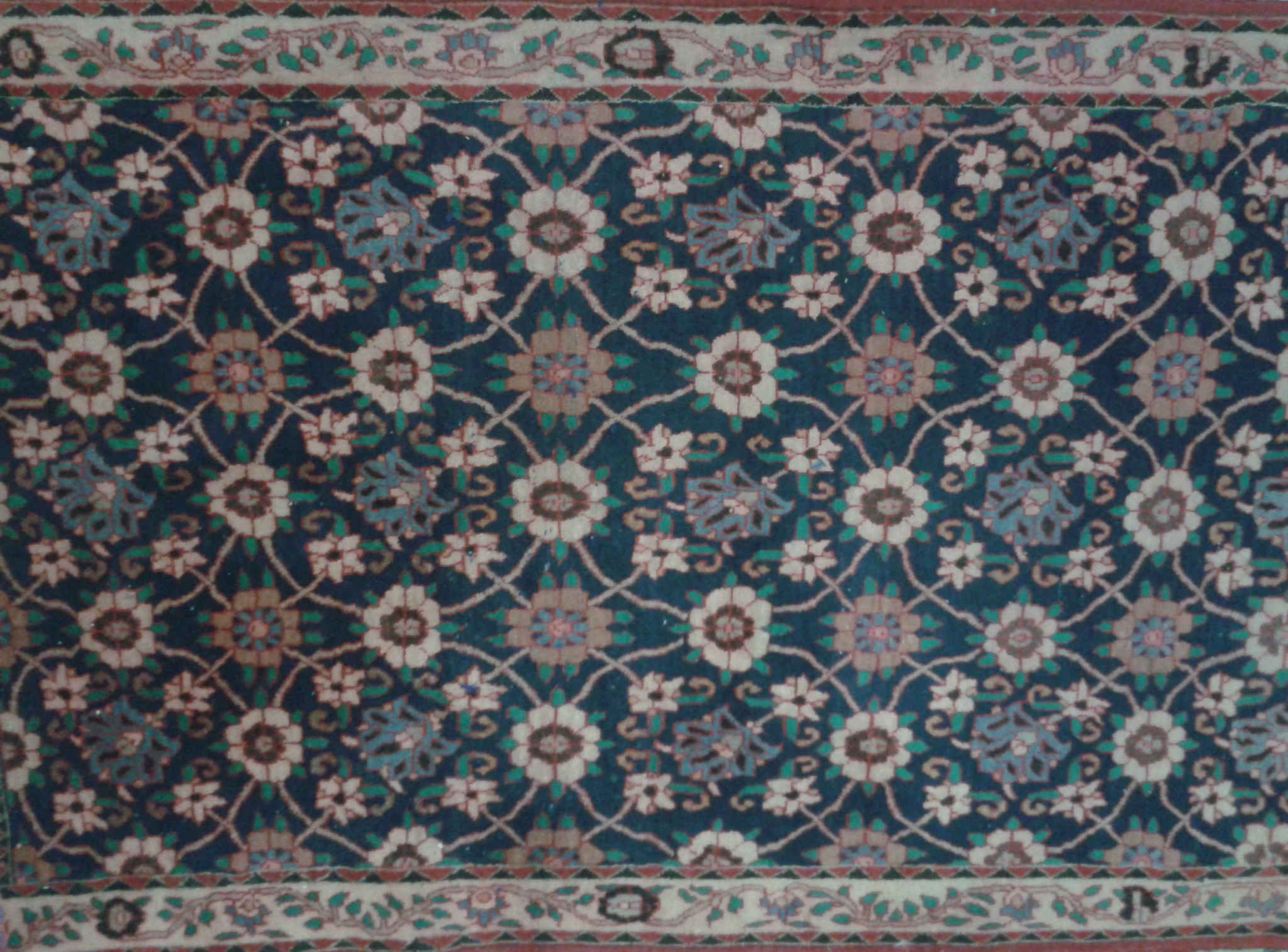
قالی ورامین با نقشهٔ میناخانی

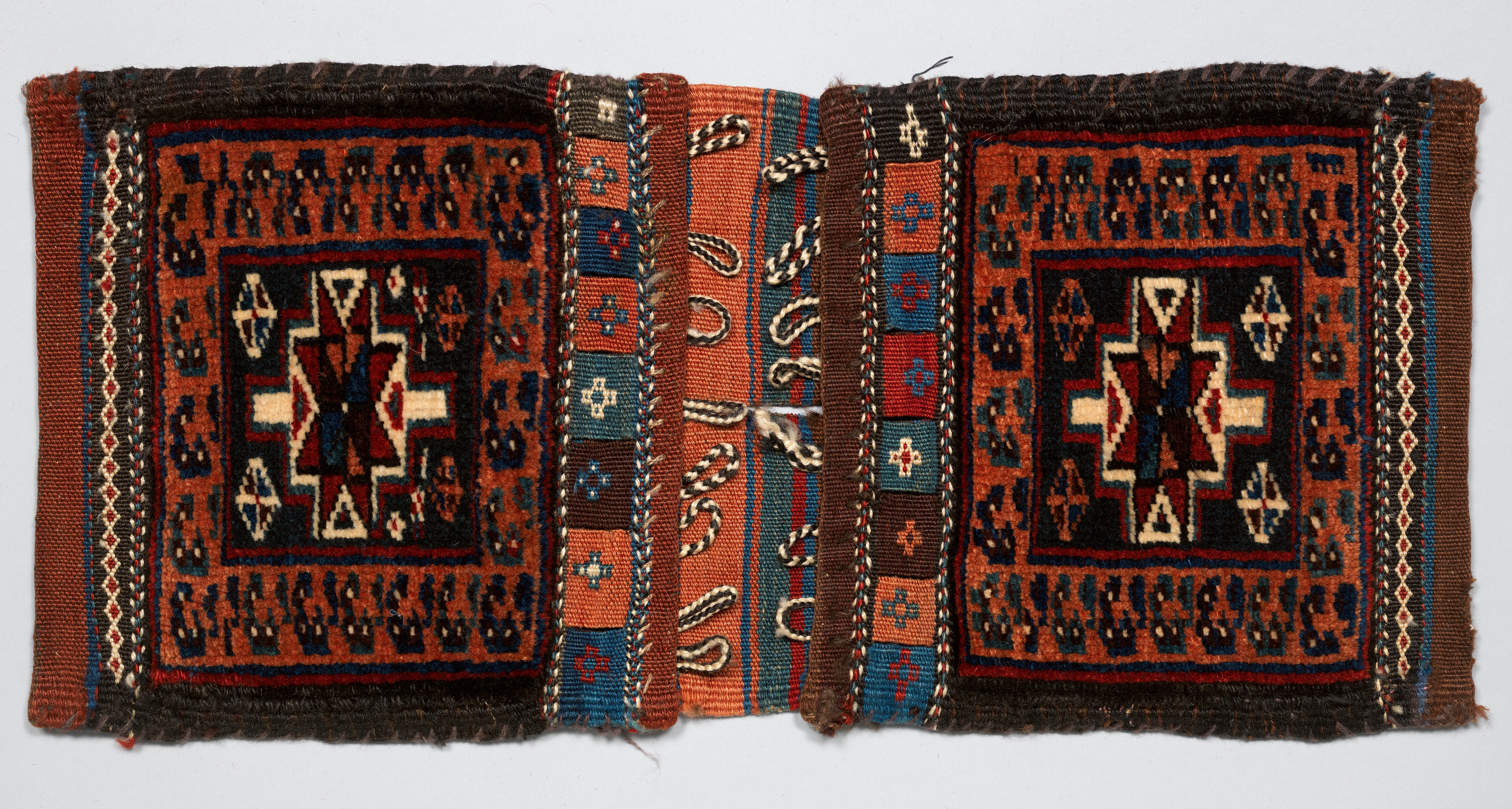
خورجین بافته‌شده در ورامین در موزه متروپولیتن هنر

قالی ورامین گونه‌ای از صنایع دستی همین خطه است که امروزه و در گذشته تولید می‌شده است. طرح و نقشه معروف به میناخانی خاص قالی ورامین است که شهرتی جهانی دارد. لازم است ذکر شود فرش ورامین بعد از بیجار بالاترین استحکام را درمیان فرش‌های ایرانی دارد و رنگ‌های تیره در این نوع فرش نمود بیشتری داشته و از ابریشم در بعضی از نقوش آن استفاده می‌شود.

### آشپزی
از انواع غذاهای سنتی می‌توان به شیش‌انداز، آش گوجه، ته‌چین، اشکنه و … همچنین از شیرینی‌ها به نان کسمه، نان پنجره‌ای، یوخه، توتک، میان‌پر و … اشاره کرد. برخی از این غذاها و شیرینی‌ها امروزه در حال فراموش شدن هستند.

### سینما

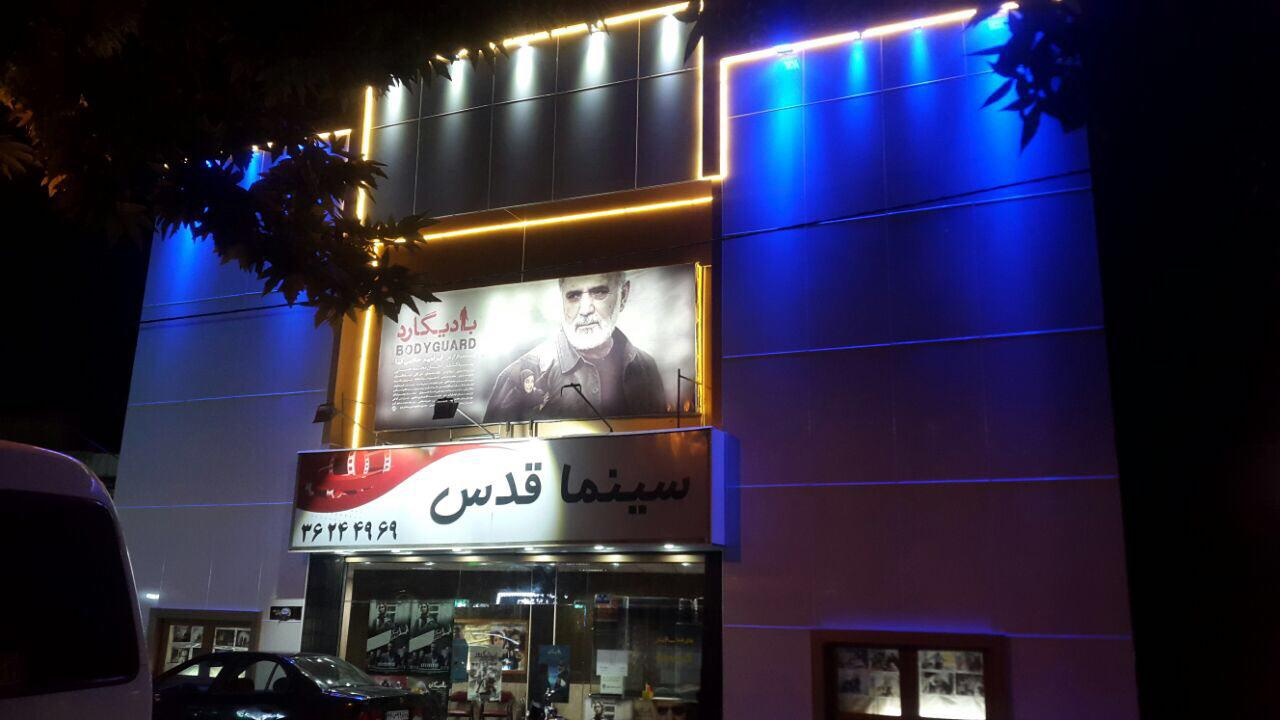
سینما قدس ورامین

سینما قدس ورامین در سال ۱۳۴۷ تأسیس شد.

## در ادبیات
دو داستان سگ ولگرد و شب‌های ورامین (از مجموعه داستان سایه روشن) از صادق هدایت در ورامین رخ می‌دهند. صادق هدایت نویسنده معاصر در کتاب سگ ولگرد (داستان کوتاه)، برج علاءالدوله و میدان ورامین به همراه درخت چنار کهن سالش (واقع در میدان اصلی ورامین که امروزه اثری از آن درخت نیست) را چنین توصیف کرده است:
چند دکان کوچک نانوایی، قصابی، عطاری، دو قهوه‌خانه و یک سلمانی که همه آن‌ها برای سد جوع و رفع احتیاجات خیلی ابتدایی زندگی بود تشکیل میدان ورامین را می‌داد. میدان و آدمهایش زیر خورشید قهار، نیم سوخته، نیم بریان شده، آرزوی اولین نسیم غروب و سایه شب را می‌کردند. آدمها، دکانها، درختها و جانوران از کار و جنبش افتاده بودند. هوای گرمی روی سر آن‌ها سنگینی می‌کرد و گرد وغبار نرمی جلو آسمان لاجوردی موج می‌زد که به واسطه آمد و شد اتومبیلها پیوسته به غلظت آن می‌افزود. یک طرف میدان درخت چنار کهنی بود که میان تنه اش پوک و ریخته بود ولی با سماجت هرچه تمامتر شاخه‌های کج وکوله نقرسی خود را گسترده بود و زیر سایه برگ‌های خاک آلودش یک سکوی پهن بزرگ زده بودند که دو پسربچه در آنجا به آواز رسا شیربرنج و تخمه کدو می‌فروختند. آب گل آلود غلیظی از میان جوی جلوی قهوه‌خانه به زحمت خودش را می‌کشاند و رد می‌شد. تنها بنایی که جلب نظر را می‌کرد برج معروف ورامین بود که نصف تنه استوانه‌ای ترک ترک آن با سر مخروطی پیدا بود. گنجشک‌هایی که لای درز آجرهای ریخته آن لانه کرده بودند، آن‌ها هم از شدت گرما خاموش و چرت می‌زدند فقط صدای ناله سگی فاصله به فاصله سکوت را می‌شکست…

## ورزش در ورامین
باشگاه والیبال شهرداری ورامین از جمله تیم‌های مطرح رشته ورزشی والیبال است، این تیم در سال اول حضور خود در لیگ برتر والیبال به مقام نایب قهرمانی رسید و سال بعد هم بعد از لیگ جهانی والیبال ۲۰۱۳، بازیکنان مطرحی مانند سعید معروف، محمد موسوی عراقی، شهرام محمودی و احسن‌الله شیرکوند را به عضویت باشگاه درآورد و دانیله بانیولی ایتالیایی را به سرمربیگری باشگاه به خدمت گرفت و قهرمان لیگ برتر والیبال شد. همچنین ورامین در سال ۱۳۹۳ قهرمان آسیا شد.
تیم والیبال متین ورامین در همین سال به مقام والیبال قهرمانی باشگاه‌های آسیا دست یافت و با حضور در جام باشگاه‌های جهان بدون حضور بازیکنان ملی‌پوش خود به مقام پنجمی رسید. نام آورترین نفرها در والیبال، مصطفی کارخانه مربی اسبق تیم ملی و احسن‌الله شیرکوند ملی پوش اسبق تیم ملی که توانست عنوان بهترین لیبروی آسیا و اقیانوسیه نیز به خود اختصاص دهد.